# Anne-Yvonne Le Dain
Anne-Yvonne Le Dain (nascida a 1 de setembro de 1955) é uma política francesa. Ela foi a deputada socialista do 2º círculo eleitoral de Hérault de 2012 a 2017.
Em 2020 ingressou num novo partido político chamado Territórios do Progresso.